# Оттава (диалект)
Оттава (Chippewa, Eastern Ojibwa, Odawa, Ojibway, Ojibwe, Ottawa) — диалект языка оджибве, на котором говорит народ оттава, который проживает на островах, на территориях вокруг озера Нурон, от острова Манитулин к югу штата Онтарио, к северу от озера Эри; в заповеднике острова Валопле; на западе от севера до юга линии, проходящей через основание полуострова Брюс в Канаде, а также на нижнем и верхнем полуостровах Мичиган, около города Су-Сент-Мари, штата Мичиган в США.